# Hobart R. Gay

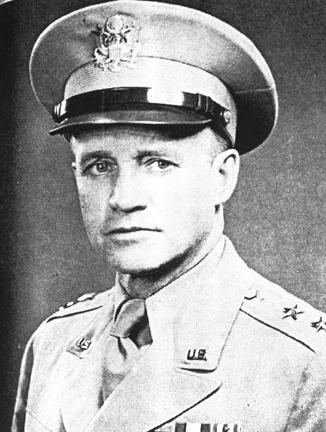
Hobart R. Gay

Hobart Raymond Gay (* 16. Mai 1894 in Rockport, Pike County, Illinois; † 19. August 1983 in El Paso, El Paso County, Texas) war ein Generalleutnant der United States Army. Er war unter anderem Kommandeur der 5. Armee.
Im Jahr 1917 graduierte Hobart Gay am Knox College in Illinois. Im Oktober 1917 gelangte er in das Offizierskorps des US-Heeres. Dort wurde er als Leutnant der Kavallerie zugeteilt. In der Armee durchlief er anschließend alle Offiziersränge vom Leutnant bis zum Drei-Sterne-General.
In seinen jüngeren Jahren absolvierte Hobart Gay den für Offiziere in den niederen Rangstufen üblichen Dienst in verschiedenen Einheiten und Standorten in den Vereinigten Staaten. Dazu gehörten auch Aufgaben als Stabsoffizier in verschiedenen Hauptquartieren. Er war unter anderem in Fort Bliss in Texas stationiert. Zwischen September 1923 und Juni 1924 absolvierte er die Cavalry School in Fort Riley in Kansas. Daran schloss sich bis 1925 ein Fortbildungskurs an. Anschließend war er bis 1929 als Dozent tätig.
In den 1930er Jahren wechselte er von der Kavallerie zum Quartermaster Corps. Von 1930 bis 1934 war er in Fort Reno in Oklahoma stationiert, wo er für die Rinderzucht bzw. den Rinderankauf zur Versorgung der Armee zuständig war. Später war er am Panamakanal stationiert. Im Jahr 1939 absolvierte er die Quartermaster School in Philadelphia. Zwischen August und Dezember 1940 besuchte er das Army Industrial College und im Jahr 1941 bekleidete er verschiedene Positionen als Quartiermeister.
Nach dem amerikanischen Eintritt in den Zweiten Weltkrieg wurde Hobart Gay Stabschef beim 1. Panzerkorps (I Armored Corps). Mit diesem Korps war er 1942 an der Landung der Alliierten in Nordafrika und dem anschließenden Afrikafeldzug beteiligt. Er behielt seinen Posten auch nachdem das 1. Panzerkorps zur 7. Armee reorganisiert und umbenannt wurde. In der Folge war er auch an der Landung auf Sizilien und dem dortigen Feldzug beteiligt. Im Jahr 1944 wurde Gay Stabschef der 3. Armee unter dem Kommando von George S. Patton. Dabei nahm er an dessen Feldzügen in Frankreich Richtung Deutschland teil. Im Oktober 1945 wurde Gay Stabschef der 15. Armee. Deren Kommandeur war widerwillig erneut George Patton, der dieses Kommando als Strafversetzung empfand. Hobart Gay war am 9. Dezember 1945 zusammen mit Patton auf Fasanenjagd. Gemeinsam fuhren die beiden Generäle zurück nach Mannheim, wo es zu dem Verkehrsunfall kam an dessen Folgen Patton wenige Tage später verstarb. Gay blieb unverletzt.
Nach Pattons Tod übernahm Hobart Gay das Kommando über die 15. Armee, die aber schon am 31. Januar 1946 aufgelöst wurde. Von Februar bis April 1946 kommandierte er die 1. Panzerdivision. Anschließend war er zwischen April 1946 und August 1947 Kommandeur der Second Constabulary Brigade. Bei der United States Constabulary handelte es sich um eine Polizeitruppe, die in den amerikanisch besetzten Teilen Deutschlands und Österreichs für die Aufrechterhaltung der Ordnung sorgen sollte. In den Jahren 1947 bis 1949 war er Kommandeur des Armeebezirks um die Bundeshauptstadt Washington, D.C. (United States Army Military District of Washington). Danach war er zwischen September 1949 und Februar 1951 Kommandeur der 1. Kavalleriedivision. In diese Zeit fiel das Massaker von Nogeun-ri, das immer wieder mit Gays Namen als Verantwortlicher in Verbindung gebracht wird. Damals gab es auch andere von Gay angeordnete Militäraktionen wie z. B. eine Brückensprengung bei der viele Flüchtlinge ums Leben kamen.
In den Jahren 1951 und 1952 war Hobart Gay stellvertretender Kommandeur der 4. Armee, wobei er für einige Tage kommissarisch das Amt des Kommandeurs bekleidete. Im Jahr 1952 hatte er für einige Monate das Kommando über das VI. Korps, ehe er den Oberbefehl über das III. Korps erhielt. Im Jahr 1954 erhielt er das Kommando über die 5. Armee, das er bis 1955 bekleidete. Danach war er für kurze Zeit kommandierender General des Anti-Aircraft and Guided Missile Center in Fort Bliss in Texas. Noch im Jahr 1955 ging er in den Ruhestand. 
Nach seiner Pensionierung war Hobart Gay für einige Jahre Leiter des New Mexico Military Institutes. Er starb am 19. August 1983 in El Paso und wurde auf dem Fort Bliss National Cemetery beigesetzt. 

## Orden und Auszeichnungen
Hobart Gay erhielt im Lauf seiner militärischen Laufbahn unter anderem folgende Auszeichnungen:
- Distinguished Service Cross
- Army Distinguished Service Medal
- Silver Star
- Legion of Merit
- Bronze Star Medal
- Air Medal
- Army Commendation Medal
- Meritorious Unit Commendation
- World War I Victory Medal
- American Defense Service Medal
- American Campaign Medal
- European-African-Middle Eastern Campaign Medal
- World War II Victory Medal
- Army of Occupation Medal
- National Defense Service Medal
- Korean Service Medal
- Distinguished Service Order (Großbritannien)
- Orden der Ehrenlegion
- Croix de Guerre (Frankreich)
- Orden des Weißen Löwen (Tschechoslowakei)
- Tschechoslowakisches Kriegskreuz 1939 (Tschechoslowakei)
- Republic of Korea Presidential Unit Citation (Südkorea)
- United Nations Korea Medal (UNO)
- Korean War Service Medal (Südkorea)